# 40023 ANPCEN
أي أن بي سي إي أن (ويعرف أيضًا باسم 40023 أي أن بي سي إي أن وفق تسمية الكوكب الصغير) (بالإنجليزية: ANPCEN)‏ هو كويكب ضمن حزام الكويكبات؛ وترتيبه 40023 من حيث الاكتشاف.
اكتُشف هذا الجُرم الفلكي بواسطة إيريك والتر إلست في 25 أبريل 1998، وأُطلق عليه هذا الاسم نسبةً إلى Villes et villages étoilés ‏.

## وصلات خارجية
- 40023 ANPCEN في قاعدة بيانات مختبر الدفع النفاث لأجرام النظام الشمسي الصغيرة

- الاكتشاف · مخطط المدار ·  العناصر المدارية · المعلمات المادية

- 40023 ANPCEN على موقع ويكي سكاي: DSS2, SDSS, GALEX, IRAS, Hydrogen α, X-Ray, Astrophoto, Sky Map, Articles and images